# Mémoires d'Antinoüs

Mémoires d'Antinoüs est un roman de l'écrivain argentin Daniel E. Herrendorf, paru en 2000 et publié en français en 2012, sous les auspices de la Société internationale d'études yourcenariennes (Paris).

## Description
Cet Antinoüs est preuve de l’immense richesse du personnage rendu encore plus célèbre par la fiction de Marguerite Yourcenar que par l’histoire de Rome. 
Daniel E. Herrendorf, personnalité intellectuelle reconnue en Argentine, au Mexique et en Espagne, nous livre ici un texte flamboyant, d’une étrange beauté, longue confession intime, un discours syncopé, haletant, musical dans ses reprises, incantatoire[non neutre]. On devine qu’à travers les tourments d’Antinoüs, l’auteur nous transmet sa propre vision de la vie, mais aussi en fidèle disciple de Borges, teintée de la nostalgie d’un Cioran, du  scepticisme d’un Camus, des doutes de Duras ou  de la fascination pour la mort de Mishima.
C’est plus un Antinoüs transcendé par la forme de son expression qu’un Antinoüs réincarné tel qu’il fut qui s’adresse à l’empereur bien-aimé. 
Il s’agit ici des Mémoires du jeune Antinoüs, présentés comme un texte parallèle à celui d’Hadrien, la vision de leur histoire et du pouvoir d’Hadrien par son jeune amant qui prend la parole à son tour et interpelle l’Empereur à partir de sa décision de se donner la mort.
L’influence de Yourcenar se retrouve dans une esthétique maîtrisée et subtile qui traverse ces pages où les silences ont autant de force que les cris de douleur. En définitive, une réflexion poétique sur la notion de Mémoire inachevée et interminable, produit d’un fantôme, d’un homme au-delà de la mort.
Daniel E. Herrendorf parle de « donner corps » à la voix d’Antinoüs. Il est allé plus loin, dans ce texte chanté à deux voix.